# Matti Suuronen
Matti Suuronen, född 14 juni 1933 i Lampis, död 16 april 2013 i Esbo, var en finländsk arkitekt.
Matti Suuronen utbildade sig till arkitekt vid Tekniska högskolan i Helsingfors 1957–61 och grundade arkitektbyrån Casa Finlandia i Esbo med upp till tolv anställda. Han ritade bensinstationer, kiosker, villor och radhus samt offentliga byggnader. 
Mest känd har Matti Suuronen blivit för futuristiska huskonstruktioner i glasfiberarmerad polyester som Futuro 1968 och Venturo 1971. Det allra första serietillverkade exemplaret av Futurohuset flyttades 2011 från Hirvensalmi vid sjön Puula till musei- och utställningscenter Weegees gård i Esbo, och öppnades för publik 2012 efter en grundlig renovering och konservering.
Han är också känd för att ha fått det allra första mönsterskyddet, med registernummer 1, som beviljats av den finländska Patent- och registerstyrelsen. Mönsterskyddet gällde för en bastuugn som konstruerades 1971, också den rund till formen. 
Matti Suuronen var gift med pianisten Sirkku Suuronen. Paret hade tre barn.

## Bildgalleri

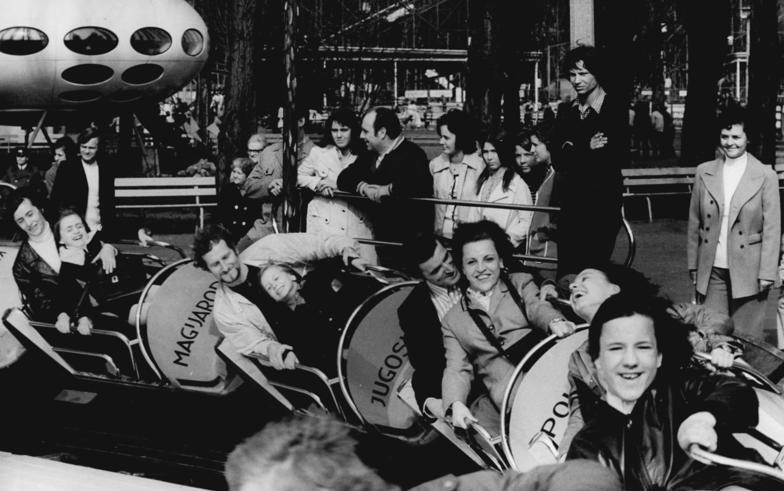
Fururo i en nöjespark i Berlin, 1974
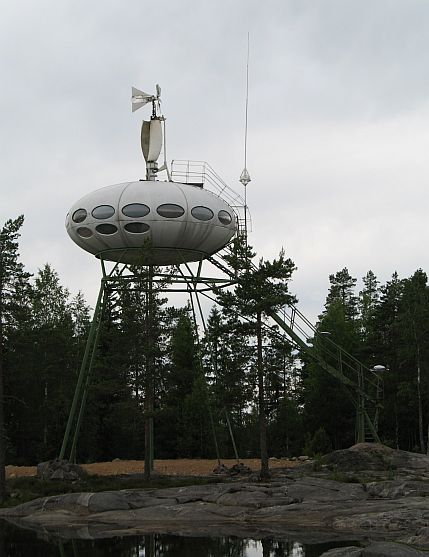
Futuro i Pöytis i Finland, 2007
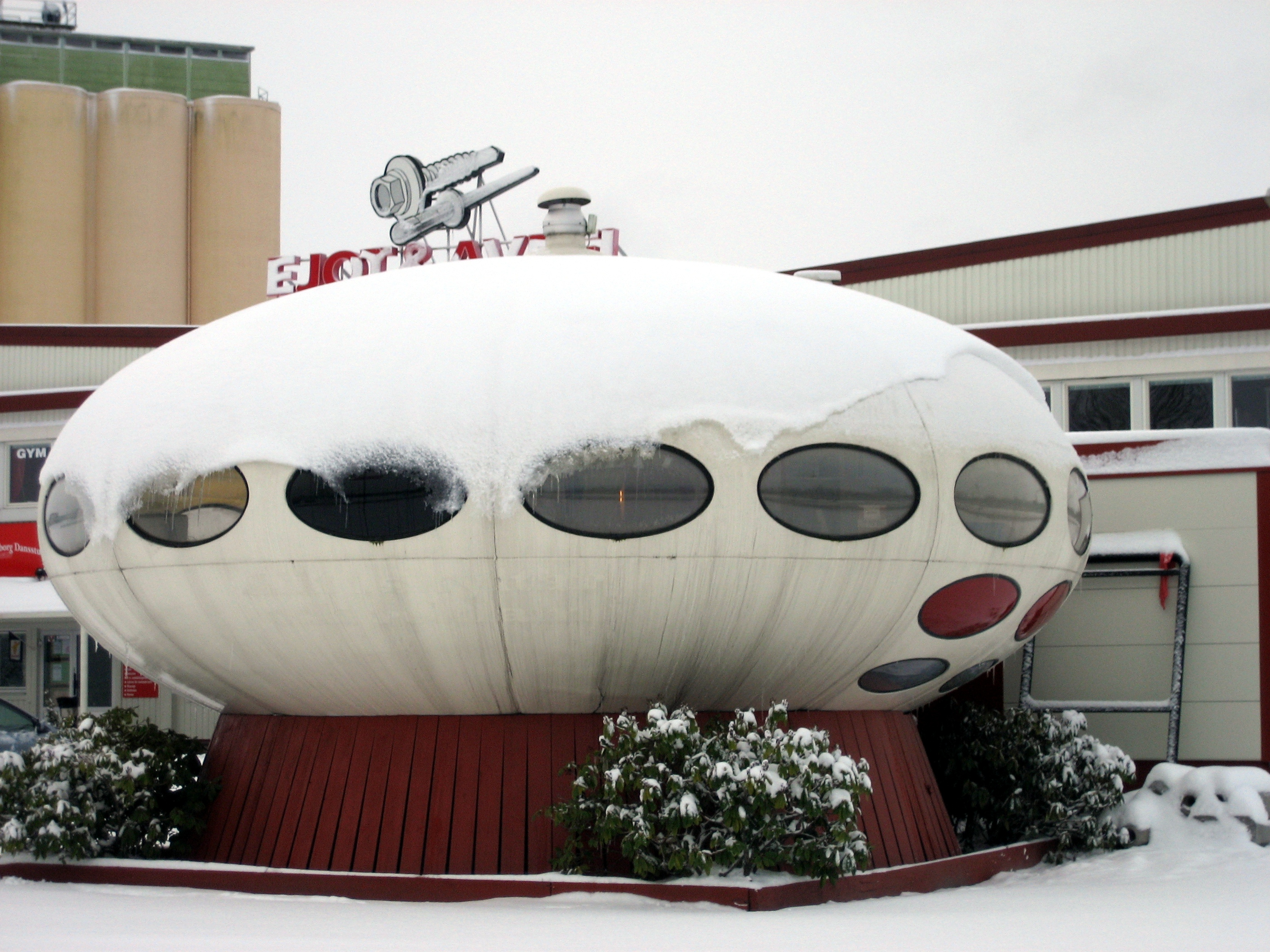
Fururo i Örebro, 2007
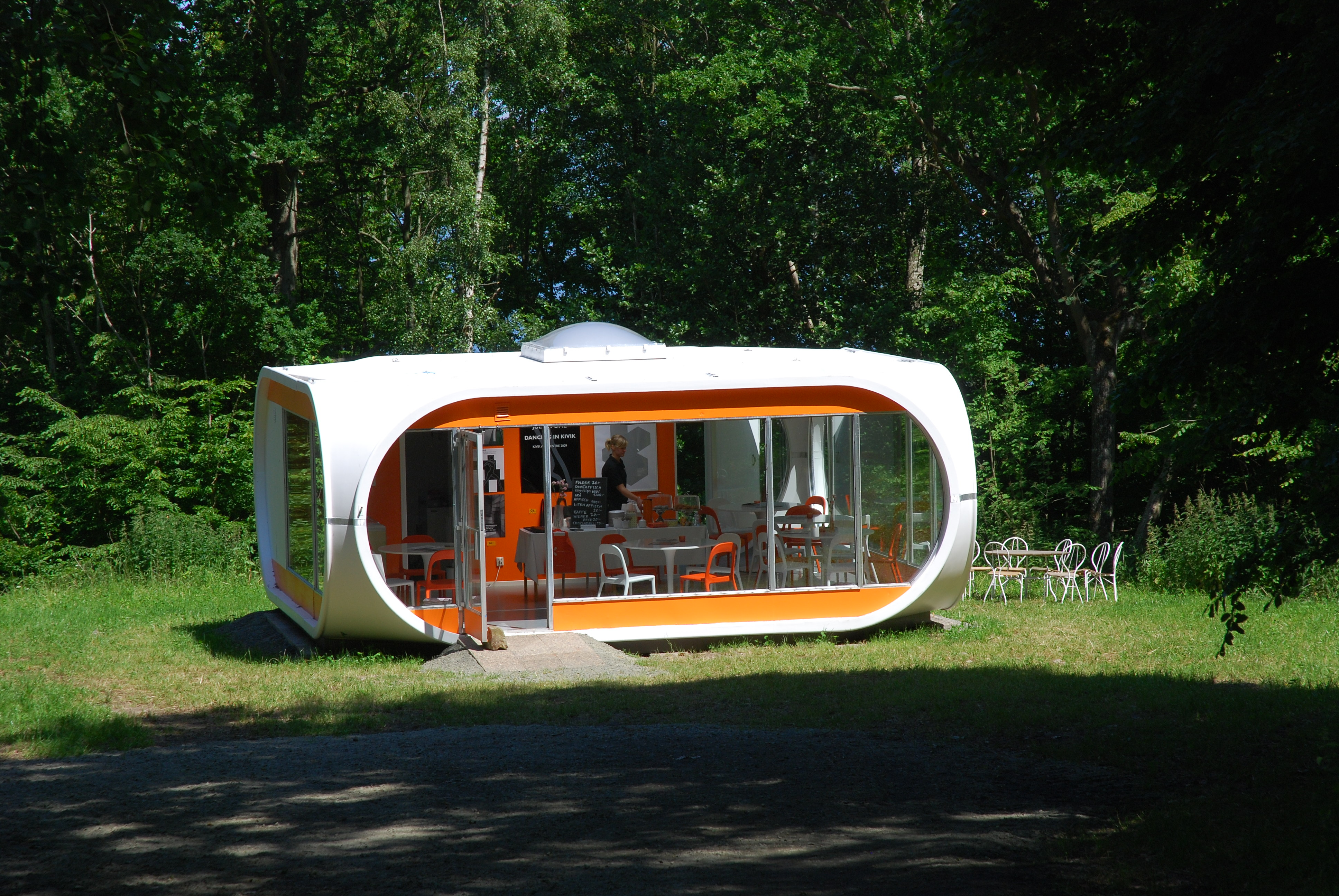
Venturo på Kivik Art Centre, 2009